# Verrettes
Verrettes (creolă haitiană Vèrèt) este o comună din arondismentul Saint-Marc, departamentul Artibonite, Haiti, cu o suprafață de 356,72 km2 și o populație de 131.693 locuitori (2009).